# Ann Summers
Эта статья о компании. О человеке см. Саммерс, Энн.
Ann Summers — британская транснациональная компания розничной торговли, специализирующаяся на продаже секс-товаров и женского белья.

## История и деятельность
Компания была названа в честь женщины Эннис Саммерс (Annice Summers), секретаря основателя компании — Майкла Кэборн-Уотерфилда.
Эннис Саммерс (1941—2012), урождённая Гудвин (Goodwin), позже взявшая фамилию своего отчима, покинула компанию вскоре после того, как случился скандал с Кэборн-Уотерфилдом. Она уехала в Италию, где до конца жизни жила в городе Умбрия.
В 2000 году компания Энн Саммерс приобрела бренд нижнего белья Knickerbox Архивная копия от 14 июля 2019 на Wayback Machine (за нераскрытую сумму), однако в 2014 году объявила о планах продать этот бренд.

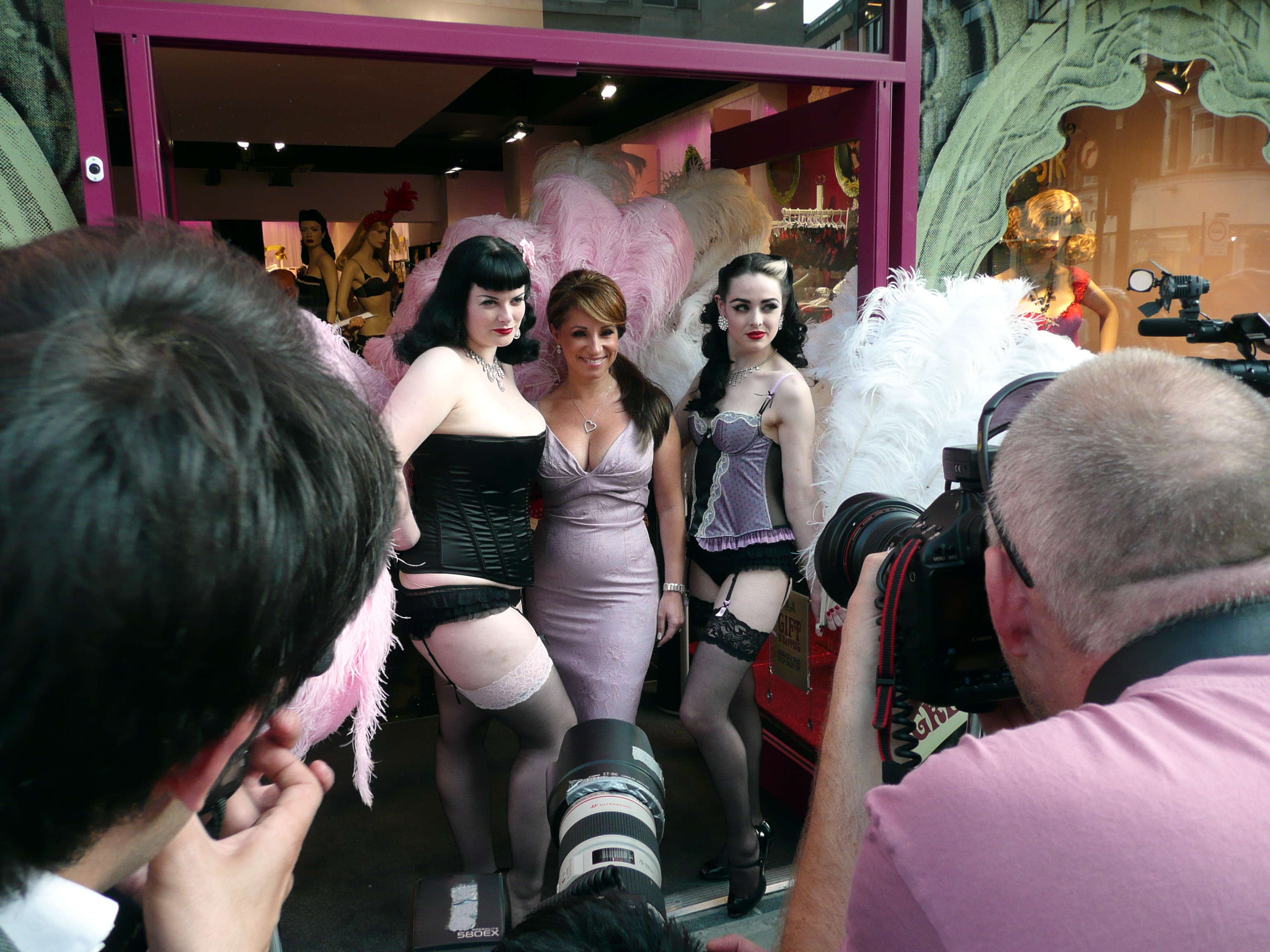
Жаклин Голд (в центре) на фотосессии магазина Энн Саммерс на Нью-Оксфорд-стрит в Лондоне, 2008 год

Первый магазин Энн Саммерс был открыт в 1970 году в Лондоне недалеко от Мраморной арки и являлся обычным секс-шопом. Затем компания была выкуплена в 1971 году братьями Голд — Ральфом и Дэвидом, которые превратили её из стандартного секс-шопа в известный бренд нижнего белья. В 1981 году Дэвид Голд привлёк к бизнесу свою дочь Жаклин, которая в настоящее время является исполнительным директором Ann Summers.
Штаб-квартира Ann Summers расположена в городе Caterham, графство Суррей. Головной офис находится в городе Whyteleafe этого же графства. По состоянию на декабрь 2010 года компания владела 144 розничными точками по всей Великобритании, Ирландии, Нормандским островам и в Испании. Магазины Ann Summers предлагают нижнее бельё, купальники, косметику и секс-игрушки. Логотип компании включает надкушенное яблоко.
Следует отметить, что из-за «взрослого» характера своего бизнеса Ann Summers часто сталкивается с недовольством общественности её маркетинговой политикой.